# Latrape
Latrape est une commune française située dans le centre du département de la Haute-Garonne en région Occitanie.
Sur le plan historique et culturel, la commune est dans le Volvestre, constitué des vallées de l'Arize et du Volp, proche de la vallée de la Garonne, situé au sud de Toulouse et en partie nord du Couserans. Exposée à un climat océanique altéré, elle est drainée par l'Aunat, l'Eaudonne, le Camedon, le Rosé et par divers autres petits cours d'eau.
Latrape est une commune rurale qui compte 437 habitants en 2022, après avoir connu un pic de population de 1 009 habitants en 1856. Elle fait partie de l'aire d'attraction de Toulouse. Ses habitants sont appelés les Trapéens ou  Trapéennes.

## Géographie

### Localisation
La commune de Latrape se trouve dans le département de la Haute-Garonne, en région Occitanie.
Elle se situe à 42 km à vol d'oiseau de Toulouse, préfecture du département, à 24 km de Muret, sous-préfecture, et à 19 km d'Auterive, bureau centralisateur du canton d'Auterive dont dépend la commune depuis 2015 pour les élections départementales.
La commune fait en outre partie du bassin de vie de Lézat-sur-Lèze.
Les communes les plus proches sont : 
Bax (2,0 km), Mailholas (3,1 km), Canens (4,7 km), Lapeyrère (4,8 km), Lacaugne (4,9 km), Latour (5,0 km), Castagnac (5,5 km), Lézat-sur-Lèze (5,9 km).
Sur le plan historique et culturel, Latrape fait partie du Volvestre, constitué des vallées de l'Arize et du Volp, proche de la vallée de la Garonne, situé au sud de Toulouse et en partie nord du Couserans.
Latrape est limitrophe de huit autres communes dont une dans le département de l'Ariège.
Les communes limitrophes sont Lézat-sur-Lèze, Bax, Canens, Carbonne, Castagnac, Lacaugne, Mailholas et Rieux-Volvestre.
| Carbonne, Rieux-Volvestre | Lacaugne | Lézat-sur-Lèze (Ariège) |
| Mailholas                 | Latrape  | Castagnac               |
|                           | Bax      | Canens                  |

### Géologie et relief
La superficie de la commune de Latrape est de 1 908 hectares ; son altitude varie de 227  à   369 mètres.

### Hydrographie

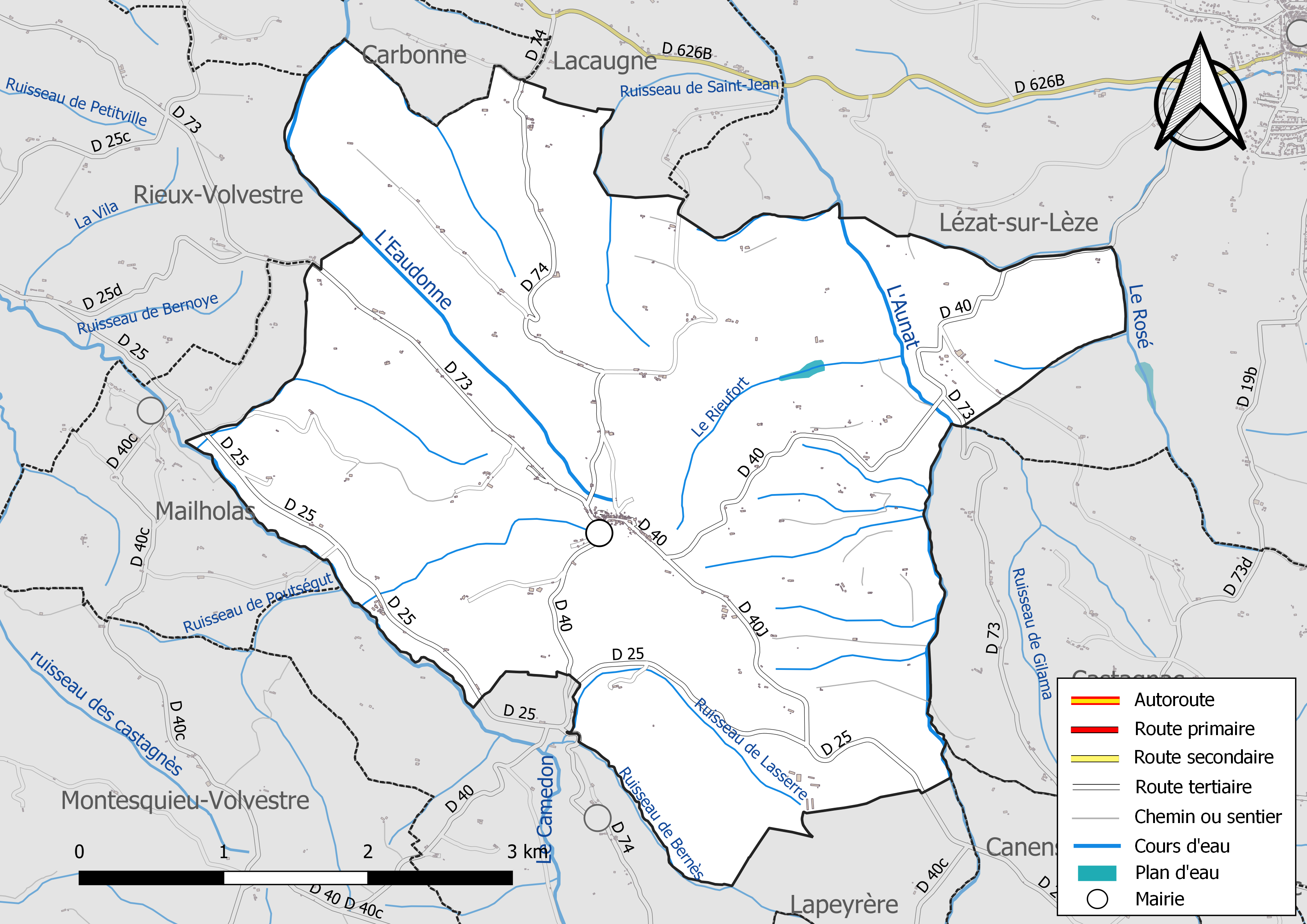
Réseaux hydrographique et routier de Latrape.

La commune est dans le bassin de la Garonne, au sein du bassin hydrographique Adour-Garonne. Elle est drainée par l'Aunat, l'Eaudonne, le Camedon, le Rosé, le Rieufort, le ruisseau de Bernès, le ruisseau de Gilama, le ruisseau de Lasserre, le ruisseau de Saint-Jean et par divers petits cours d'eau, constituant un réseau hydrographique de 25 km de longueur totale,.
L'Aunat, d'une longueur totale de 21,7 km, prend sa source dans la commune de Sieuras (09) et s'écoule vers le nord. Il traverse la commune et se jette dans la Garonne à Montaut, après avoir traversé 13 communes.
L'Eaudonne, d'une longueur totale de 10,8 km, prend sa source dans la commune et s'écoule vers le nord. Il traverse la commune et se jette dans la Garonne à Marquefave, après avoir traversé 5 communes.

### Climat
Pour des articles plus généraux, voir Climat de l'Occitanie et Climat de la Haute-Garonne.
En 2010, le climat de la commune est de type climat océanique altéré, selon une étude s'appuyant sur une série de données couvrant la période 1971-2000. En 2020, Météo-France publie une typologie des climats de la France métropolitaine dans laquelle la commune est toujours exposée à un climat océanique altéré et est dans la région climatique Aquitaine, Gascogne, caractérisée par une pluviométrie abondante au printemps, modérée en automne, un faible ensoleillement au printemps, un été chaud (19,5 °C), des vents faibles, des brouillards fréquents en automne et en hiver et des orages fréquents en été (15 à 20 jours).
Pour la période 1971-2000, la température annuelle moyenne est de 12,7 °C, avec une amplitude thermique annuelle de 15,4 °C. Le cumul annuel moyen de précipitations est de 785 mm, avec 9,7 jours de précipitations en janvier et 6 jours en juillet. Pour la période 1991-2020, la température moyenne annuelle observée sur la station météorologique la plus proche, située sur la commune de Palaminy à 18 km à vol d'oiseau, est de 13,2 °C et le cumul annuel moyen de précipitations est de 715,2 mm,. Pour l'avenir, les paramètres climatiques de la commune estimés pour 2050 selon différents scénarios d'émission de gaz à effet de serre sont consultables sur un site dédié publié par Météo-France en novembre 2022.

### Milieux naturels et biodiversité
Aucun espace naturel présentant un intérêt patrimonial n'est recensé sur la commune dans l'inventaire national du patrimoine naturel,,.

## Urbanisme

### Typologie
Au 1er janvier 2024, Latrape est catégorisée commune rurale à habitat très dispersé, selon la nouvelle grille communale de densité à sept niveaux définie par l'Insee en 2022.
Elle est située hors unité urbaine. Par ailleurs la commune fait partie de l'aire d'attraction de Toulouse, dont elle est une commune de la couronne,. Cette aire, qui regroupe 527 communes, est catégorisée dans les aires de 700 000 habitants ou plus (hors Paris),.

### Occupation des sols
L'occupation des sols de la commune, telle qu'elle ressort de la base de données européenne d’occupation biophysique des sols Corine Land Cover (CLC), est marquée par l'importance des territoires agricoles (93,9 % en 2018), une proportion identique à celle de 1990 (93,9 %). La répartition détaillée en 2018 est la suivante : 
zones agricoles hétérogènes (47,9 %), terres arables (34,5 %), prairies (11,5 %), forêts (6,1 %). L'évolution de l’occupation des sols de la commune et de ses infrastructures peut être observée sur les différentes représentations cartographiques du territoire : la carte de Cassini (XVIIIe siècle), la carte d'état-major (1820-1866) et les cartes ou photos aériennes de l'IGN pour la période actuelle (1950 à aujourd'hui).

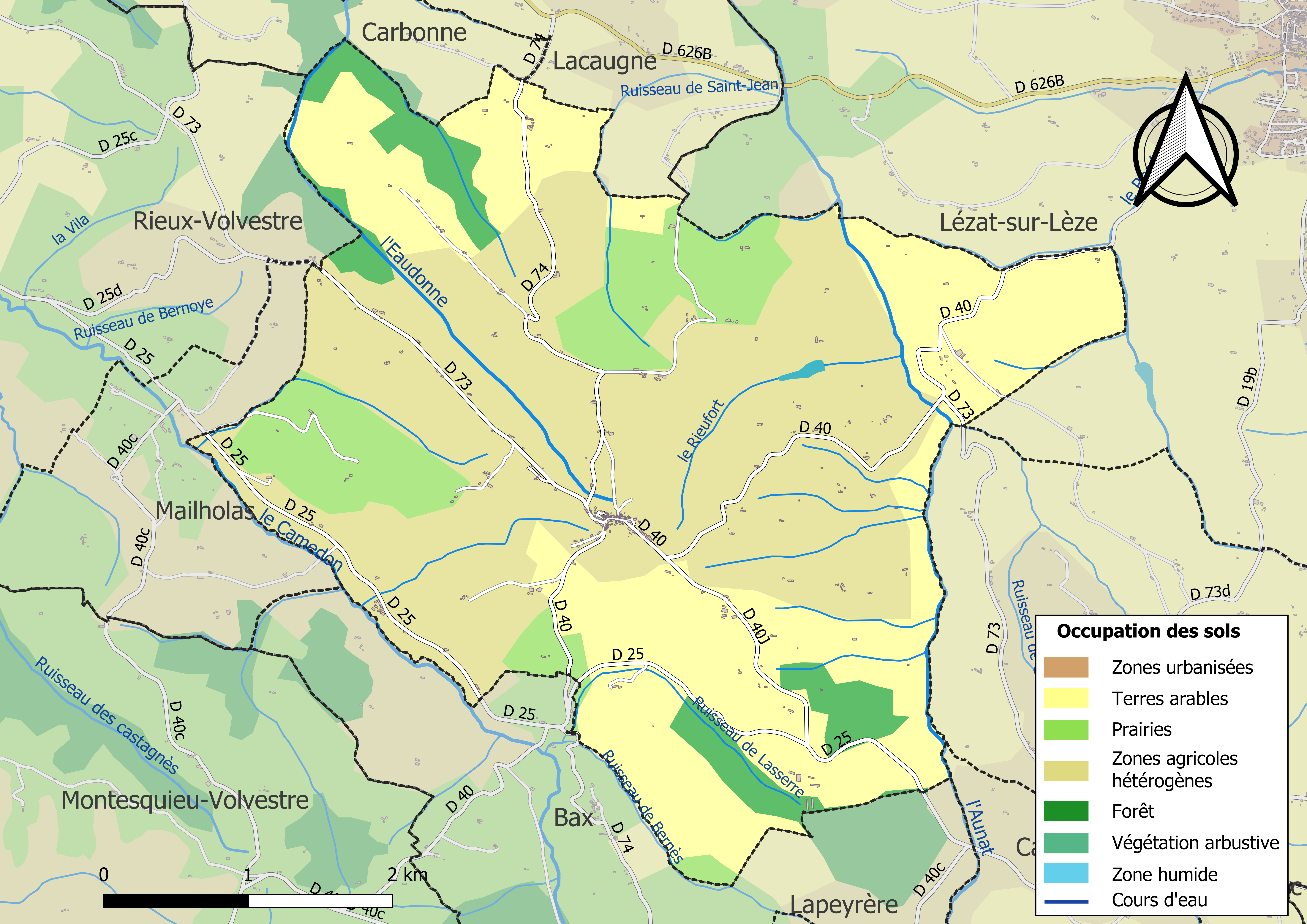
Carte des infrastructures et de l'occupation des sols de la commune en 2018 (CLC).

### Voies de communication et transports
Accès avec les routes départementales D 74, D 73, D 25 et D 40 et les lignes régulières de transport interurbain réseau Arc-en-ciel (anciennement SEMVAT). La gare la plus proche est la gare de Carbonne sur la ligne Toulouse - Bayonne.

### Risques majeurs
Le territoire de la commune de Latrape est vulnérable à différents aléas naturels : météorologiques (tempête, orage, neige, grand froid, canicule ou sécheresse), inondations et séisme (sismicité faible). Un site publié par le BRGM permet d'évaluer simplement et rapidement les risques d'un bien localisé soit par son adresse soit par le numéro de sa parcelle.
Certaines parties du territoire communal sont susceptibles d’être affectées par le risque d’inondation par débordement de cours d'eau, notamment le Eaudonne et l'Aunat. La commune a été reconnue en état de catastrophe naturelle au titre des dommages causés par les inondations et coulées de boue survenues en 1982, 1999, 2000, 2007, 2009, 2010 et 2018,.

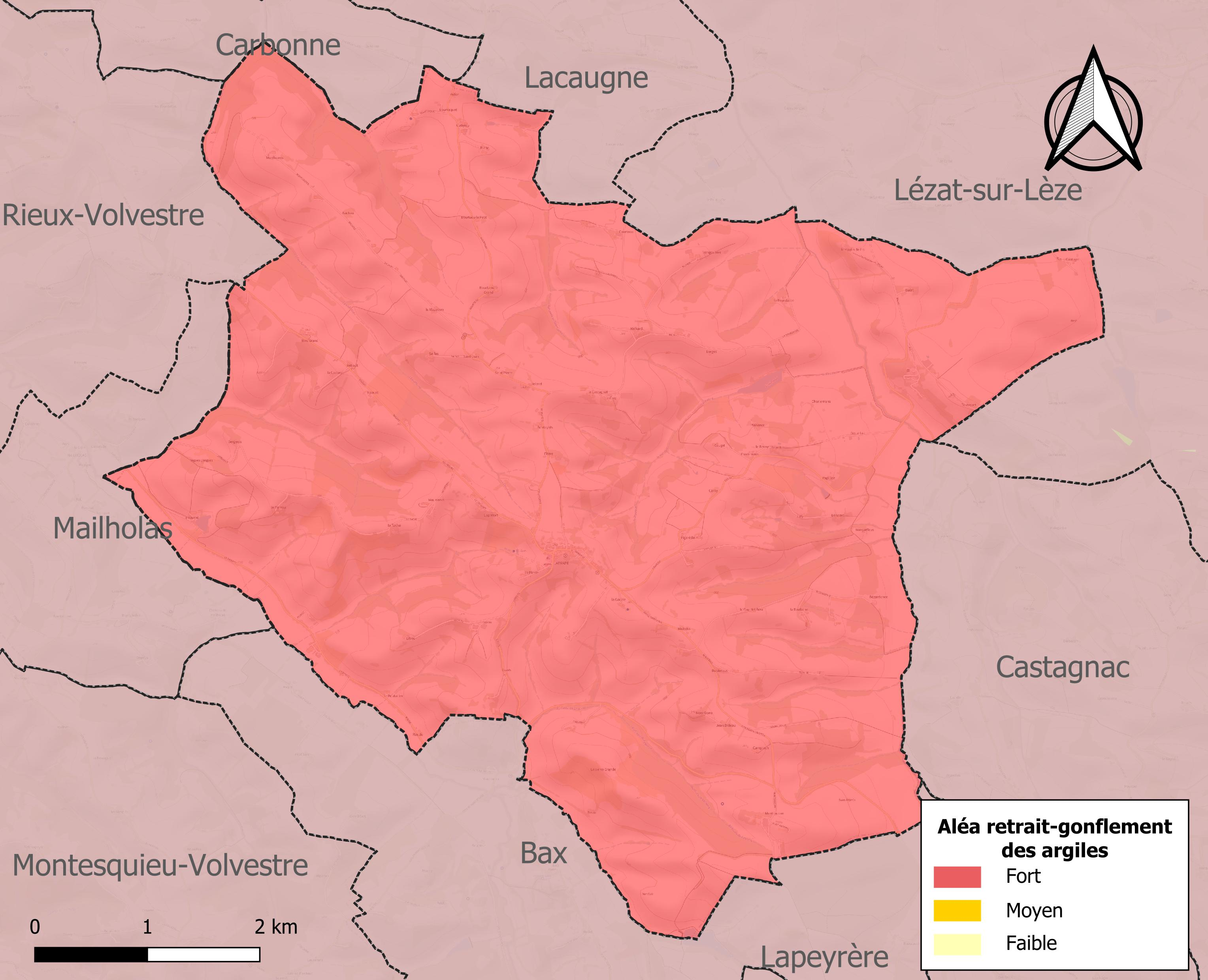
Carte des zones d'aléa retrait-gonflement des sols argileux de Latrape.

Le retrait-gonflement des sols argileux est susceptible d'engendrer des dommages importants aux bâtiments en cas d’alternance de périodes de sécheresse et de pluie. La totalité de la commune est en aléa moyen ou fort (88,8 % au niveau départemental et 48,5 % au niveau national). Sur les 193 bâtiments dénombrés sur la commune en 2019, 193 sont en aléa moyen ou fort, soit 100 %, à comparer aux 98 % au niveau départemental et 54 % au niveau national. Une cartographie de l'exposition du territoire national au retrait gonflement des sols argileux est disponible sur le site du BRGM,.
Par ailleurs, afin de mieux appréhender le risque d’affaissement de terrain, l'inventaire national des cavités souterraines permet de localiser celles situées sur la commune.
Concernant les mouvements de terrains, la commune a été reconnue en état de catastrophe naturelle au titre des dommages causés par la sécheresse en 1989, 2003 et 2017 et par des mouvements de terrain en 1999.

## Histoire
À partir du Moyen Âge jusqu'à sa disparition en 1790 pendant la Révolution française, Latrape faisait partie du diocèse de Rieux.

## Politique et administration

### Administration municipale
Le nombre d'habitants au recensement de 2011 étant compris entre 100 et 499, le nombre de membres du conseil municipal pour l'élection de 2014 est de onze,.

### Rattachements administratifs et électoraux
Commune faisant partie de la septième circonscription de la Haute-Garonne de la communauté de communes du Volvestre et du canton d'Auterive (avant le redécoupage départemental de 2014, Latrape faisait partie de l'ex-canton de Rieux-Volvestre).

### Liste des maires
| Période                                  | Période   | Identité           | Étiquette | Qualité  |
| ---------------------------------------- | --------- | ------------------ | --------- | -------- |
| mars 2001                                | mars 2008 | Christine Allenou  | PS        |          |
| mars 2008                                | mai 2020  | Jean-Louis Séguéla | SE        | Retraité |
| mai 2020                                 | En cours  | Charles Naylies    |           |          |
| Les données manquantes sont à compléter. |           |                    |           |          |

## Population et société

### Démographie
L'évolution du nombre d'habitants est connue à travers les recensements de la population effectués dans la commune depuis 1793. Pour les communes de moins de 10 000 habitants, une enquête de recensement portant sur toute la population est réalisée tous les cinq ans, les populations de référence des années intermédiaires étant quant à elles estimées par interpolation ou extrapolation. Pour la commune, le premier recensement exhaustif entrant dans le cadre du nouveau dispositif a été réalisé en 2006.

En 2022, la commune comptait 437 habitants, en évolution de +19,73 % par rapport à 2016 (Haute-Garonne : +8,02 %, France hors Mayotte : +2,11 %).
| 1793 | 1800 | 1806 | 1821 | 1831 | 1836 | 1841 | 1846 | 1851 |
| ---- | ---- | ---- | ---- | ---- | ---- | ---- | ---- | ---- |
| 560  | 736  | 742  | 791  | 856  | 848  | 869  | 890  | 966  |

| 1856  | 1861  | 1866 | 1872  | 1876 | 1881 | 1886 | 1891 | 1896 |
| ----- | ----- | ---- | ----- | ---- | ---- | ---- | ---- | ---- |
| 1 009 | 1 003 | 995  | 1 001 | 940  | 926  | 889  | 850  | 855  |

| 1901 | 1906 | 1911 | 1921 | 1926 | 1931 | 1936 | 1946 | 1954 |
| ---- | ---- | ---- | ---- | ---- | ---- | ---- | ---- | ---- |
| 786  | 751  | 748  | 606  | 594  | 575  | 554  | 528  | 469  |

| 1962 | 1968 | 1975 | 1982 | 1990 | 1999 | 2006 | 2011 | 2016 |
| ---- | ---- | ---- | ---- | ---- | ---- | ---- | ---- | ---- |
| 359  | 296  | 222  | 213  | 212  | 297  | 337  | 346  | 365  |

| 2021 | 2022 | - | - | - | - | - | - | - |
| ---- | ---- | - | - | - | - | - | - | - |
| 416  | 437  | - | - | - | - | - | - | - |

| selon la population municipale des années : | 1968 | 1975 | 1982 | 1990 | 1999 | 2006 | 2009 | 2013 |
| Rang de la commune dans le département      | 247  | 230  | 361  | 310  | 292  | 286  | 293  | 301  |
| Nombre de communes du département           | 592  | 582  | 586  | 588  | 588  | 588  | 589  | 589  |

### Enseignement
Latrape fait partie de l'académie de Toulouse.
L'éducation se fait sur la commune pour l'école élémentaire et à Montesquieu-Volvestre pour le collège (collège Stella Blandy).

### Culture et festivités
Le foyer de Latrape un accueil pour les classes de découverte. Planétarium.

### Activités sportives
Sur la commune de Latrape il y a une école de cirque et de voltige équestre.

### Écologie et recyclage
La collecte et le traitement des déchets des ménages et des déchets assimilés ainsi que la protection et la mise en valeur de l'environnement se font dans le cadre de la communauté de communes du Volvestre.
Il existe une déchèterie sur la commune de Carbonne en limite de la commune de Peyssies.

## Économie

### Revenus
En 2018  (données Insee publiées en septembre 2021), la commune compte 148 ménages fiscaux, regroupant 358 personnes. La médiane du revenu disponible par unité de consommation est de 20 910 € (23 140 € dans le département).

### Emploi
|                | 2008   | 2013   | 2018   |
| -------------- | ------ | ------ | ------ |
| Commune        | 11,6 % | 11,4 % | 11,9 % |
| Département    | 7,7 %  | 9,6 %  | 9,3 %  |
| France entière | 8,3 %  | 10 %   | 10 %   |

En 2018, la population âgée de 15 à 64 ans s'élève à 255 personnes, parmi lesquelles on compte 75,4 % d'actifs (63,5 % ayant un emploi et 11,9 % de chômeurs) et 24,6 % d'inactifs,. Depuis 2008, le taux de chômage communal (au sens du recensement) des 15-64 ans est supérieur à celui de la France et du département.
La commune fait partie de la couronne de l'aire d'attraction de Toulouse, du fait qu'au moins 15 % des actifs travaillent dans le pôle,. Elle compte 47 emplois en 2018, contre 37 en 2013 et 41 en 2008. Le nombre d'actifs ayant un emploi résidant dans la commune est de 162, soit un indicateur de concentration d'emploi de 29,3 % et un taux d'activité parmi les 15 ans ou plus de 63,1 %.
Sur ces 162 actifs de 15 ans ou plus ayant un emploi, 31 travaillent dans la commune, soit 19 % des habitants. Pour se rendre au travail, 82,5 % des habitants utilisent un véhicule personnel ou de fonction à quatre roues, 9,4 % les transports en commun, 1,2 % s'y rendent en deux-roues, à vélo ou à pied et 6,9 % n'ont pas besoin de transport (travail au domicile).

### Activités hors agriculture
28 établissements sont implantés  à Latrape au 31 décembre 2019. Le tableau ci-dessous en détaille le nombre par secteur d'activité et compare les ratios avec ceux du département,.
Le secteur de la construction est prépondérant sur la commune puisqu'il représente 25 % du nombre total d'établissements de la commune (7 sur les 28 entreprises implantées  à Latrape), contre 12 % au niveau départemental.

### Agriculture
La commune est dans le Volvestre, une petite région agricole localisée dans l'est du département de la Haute-Garonne, constituée de collines de terrefort à fortes pentes autrefois consacrées à l’élevage s’orientent aujourd’hui vers les grandes cultures. En 2020, l'orientation technico-économique de l'agriculture  sur la commune est la culture de céréales et/ou d'oléoprotéagineuses.
|               | 1988  | 2000  | 2010  | 2020  |
| ------------- | ----- | ----- | ----- | ----- |
| Exploitations | 37    | 23    | 26    | 27    |
| SAU (ha)      | 1 683 | 1 004 | 1 499 | 1 247 |

Le nombre d'exploitations agricoles en activité et ayant leur siège dans la commune est passé de 37 lors du recensement agricole de 1988  à 23 en 2000 puis à 26 en 2010 et enfin à 27 en 2020, soit une baisse de 27 % en 32 ans. Le même mouvement est observé à l'échelle du département qui a perdu pendant cette période 57 % de ses exploitations,. La surface agricole utilisée sur la commune a également diminué, passant de 1 683 ha en 1988 à 1 247 ha en 2020. Parallèlement la surface agricole utilisée moyenne par exploitation a augmenté, passant de 45 à 46 ha.

## Culture locale et patrimoine

### Lieux et monuments

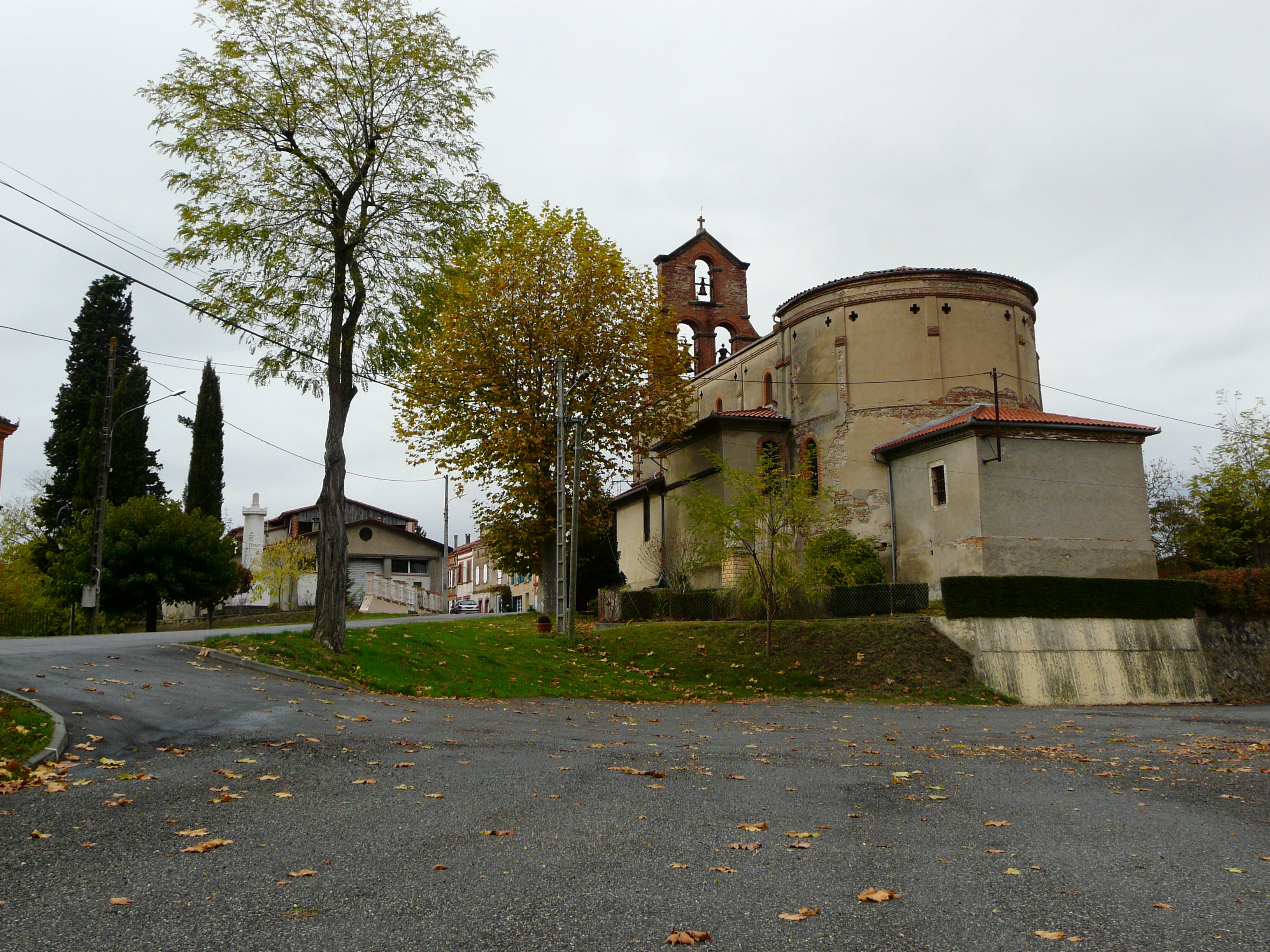
L'église Saint Barthélemy.

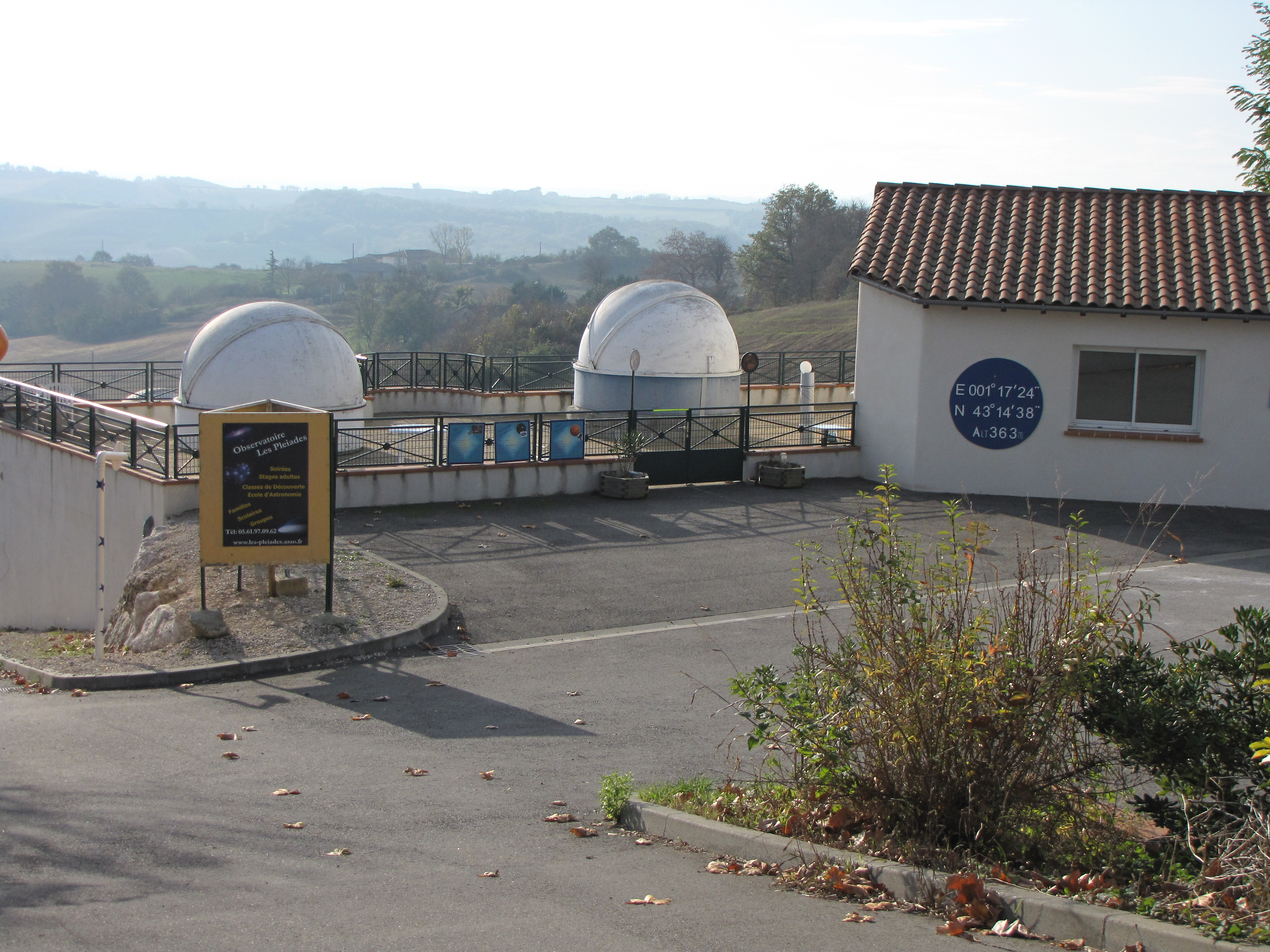
Observatoire les Pléiades.

- Église Saint-Barthélemy avec son clocher-mur.
- Observatoire astronomique « Les Pléiades »[44].
- Ancien couvent.

## Pour approfondir